# エヴァリスト・バスケニス
エヴァリスト・バスケニス（Evaristo Baschenis、1617年12月7日 - 1677年3月16日）は、イタリアの画家である。ロンバルディアのベルガモで活動した。主に静物画を描き、楽器が置かれた静物画で知られている。

## 略歴
イタリア北部ロンバルディアのベルガモで生まれた。15世紀から続く芸術家の一族の出身で父親は裕福な商人であった。1630年にペストで父親と2人の兄弟を失い、1639年に残った弟と財産を分割して、1643年に司祭職についたとされている。司祭として働きながら、絵を描いた。同時代のベルガモにはカルロ・チェレーザ(Carlo Ceresa: 1609–1679)のような画家が活動していた。
西洋美術、特にオランダやフランドルで、多くの画家によって静物画が描かれるようになるのは1600年前後からであったが、バスケニスはリュートなどの楽器を静物画のアイテムに加えた作品を描き人気のある画家になり、数百点の作品が残されている。楽器を題材に加えたのはクレモナ出身の有名な弦楽器製作者の一族と親交があり、自らも音楽を楽しんでいたからではないかとされている。
バスケニスから影響を受けた画家には、クリストフォロ・ムナーリ(Cristoforo Munari: 1667-1720)がいる。 

## 作品

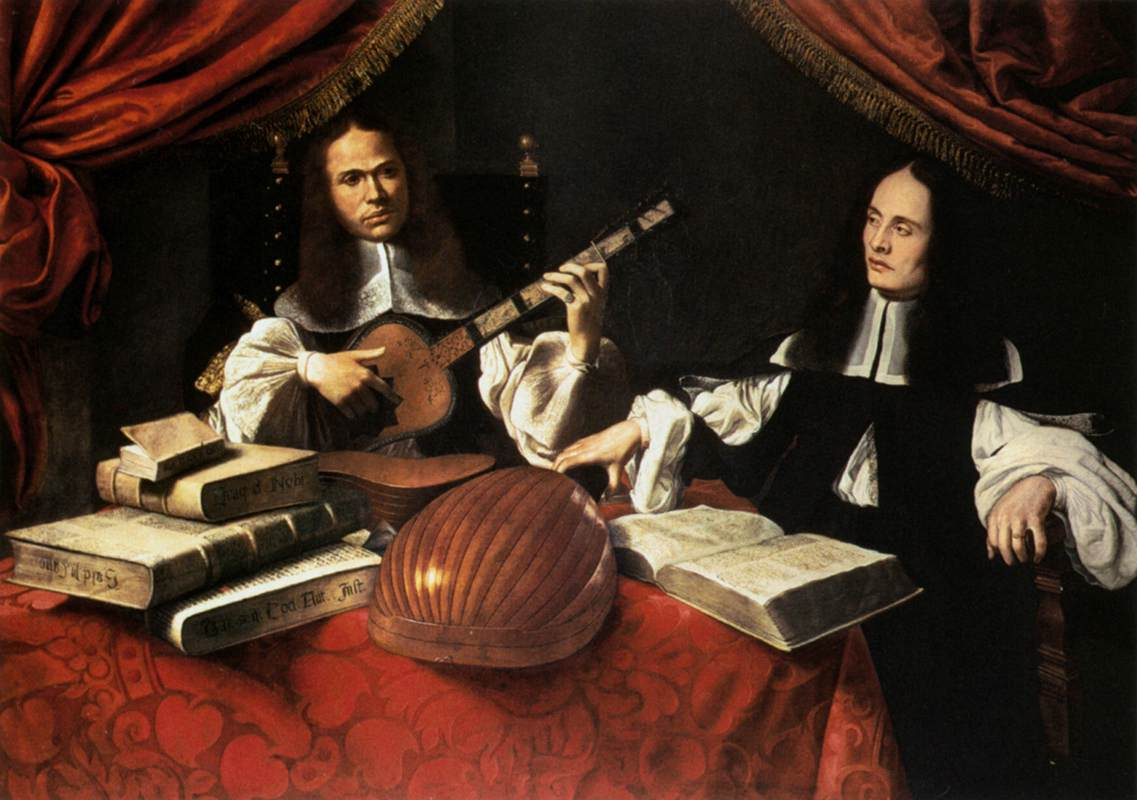
「アリアルディ三連祭壇画」右面 (1665/1670) 個人蔵
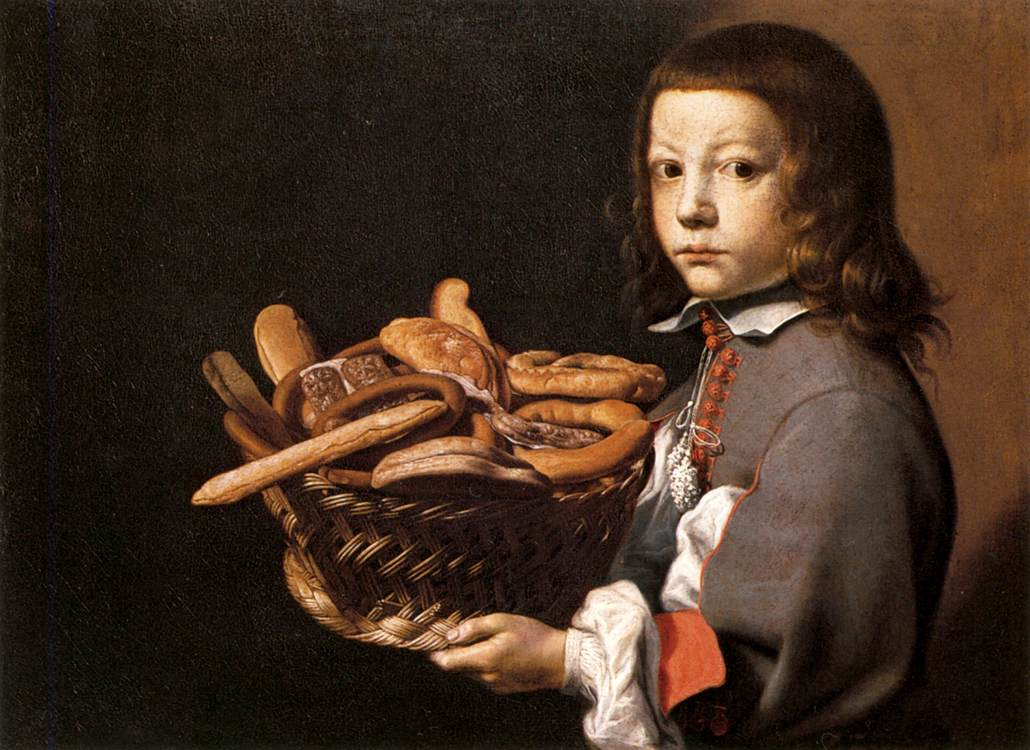
パン籠を持つ少年(1655/1665)
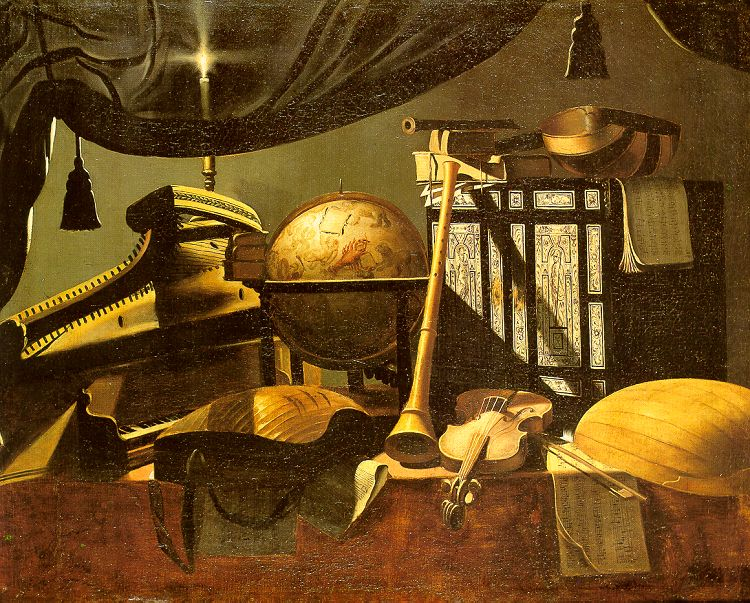
楽器のある静物画
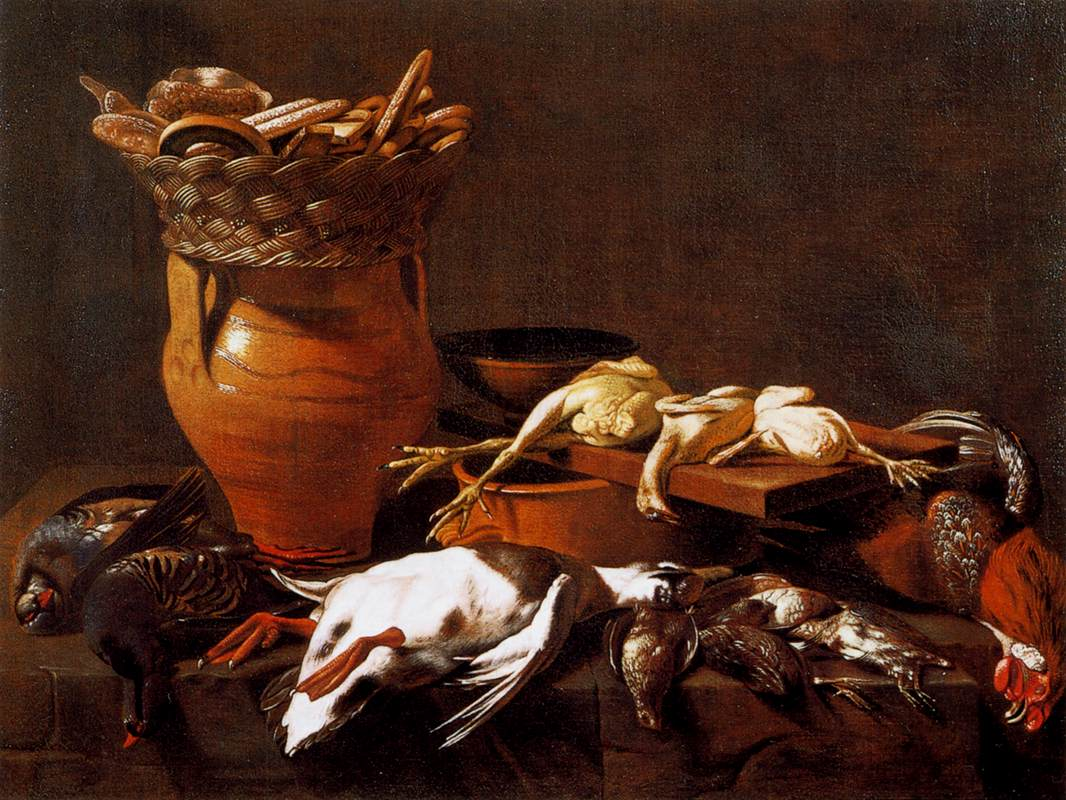
厨房を描いた静物画 (1654/1656)　個人蔵
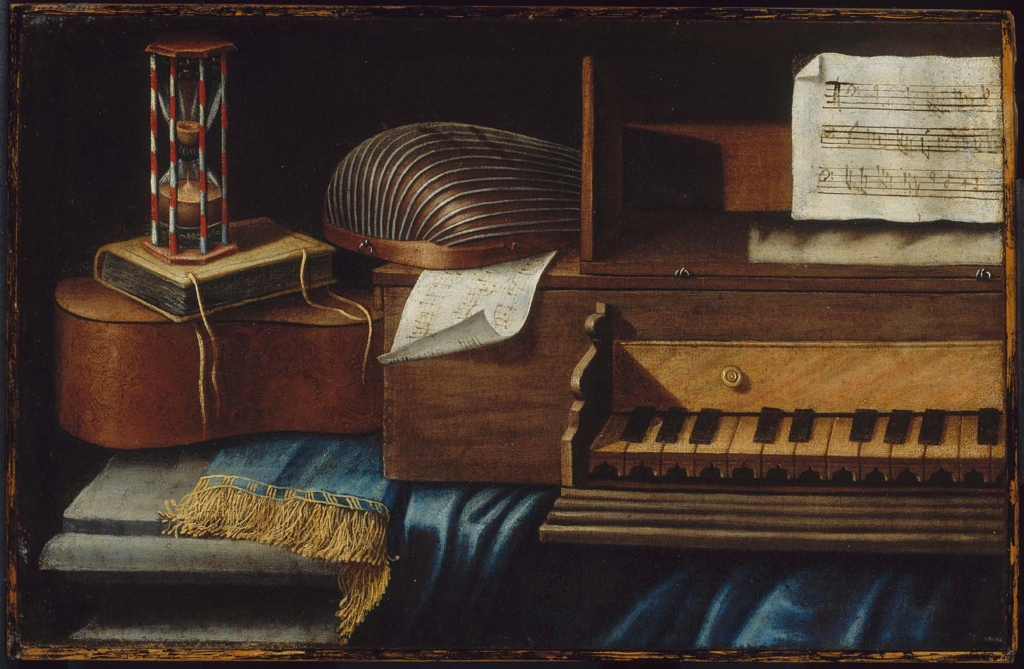
楽器 ボストン美術館
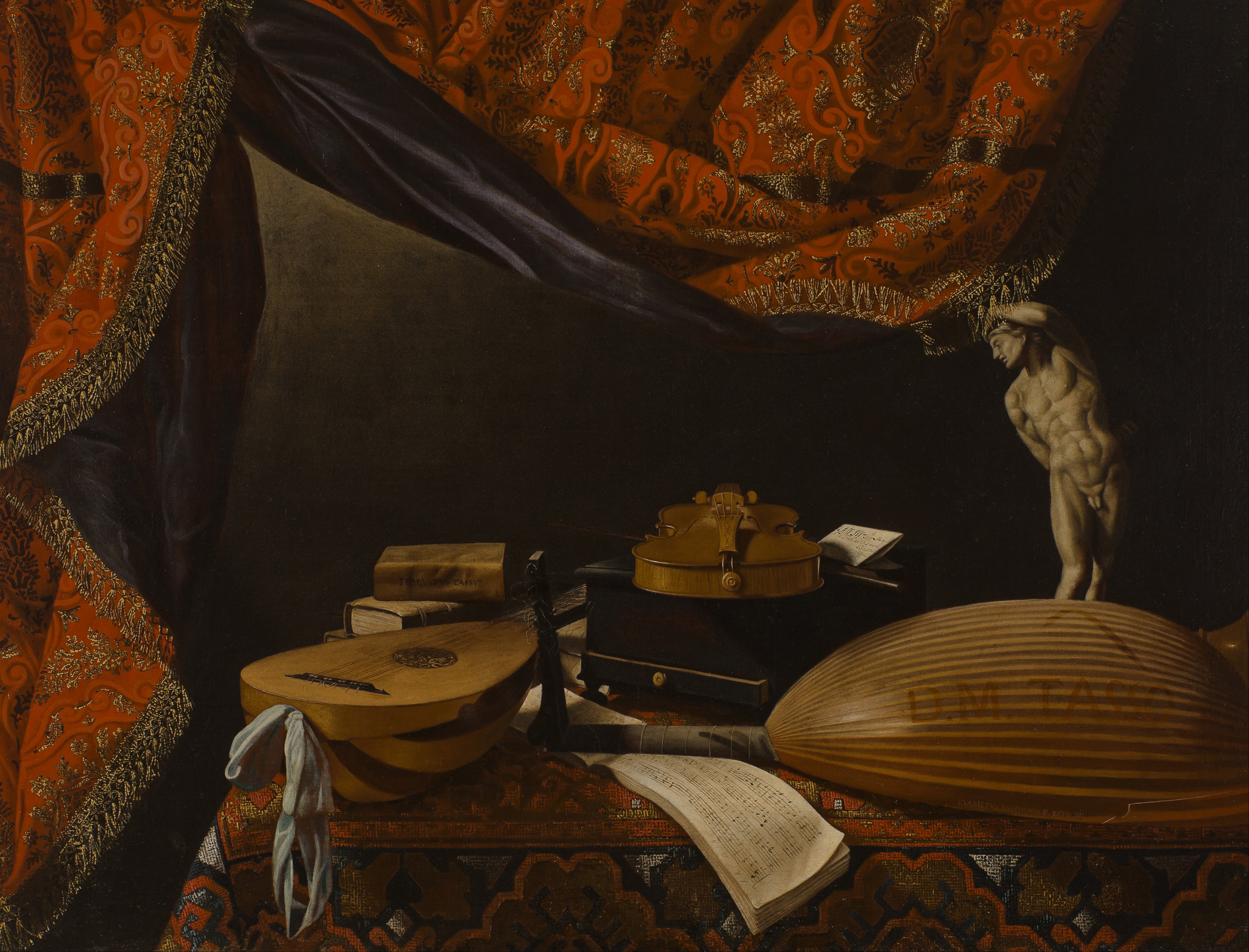
楽器や本、彫像のある静物画